# Airblue
Ne doit pas être confondu avec Blue Air.

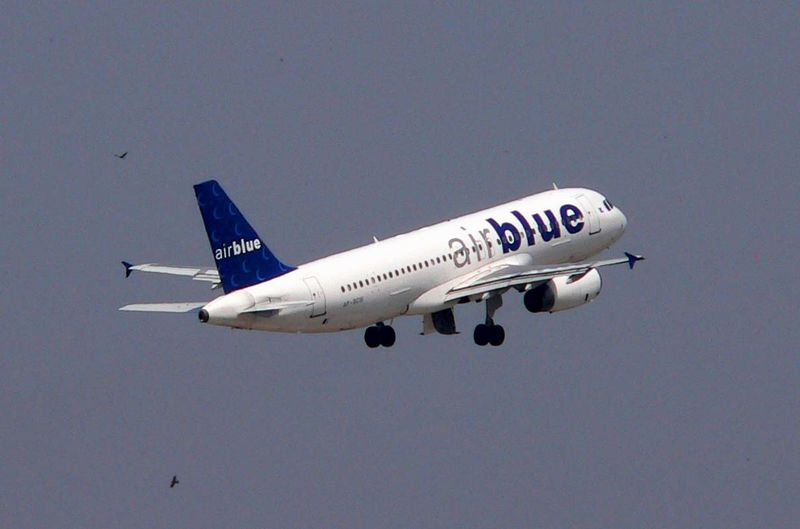
Airbus d'Airblue au décollage.

Airblue (souvent écrit airblue tout en minuscules) est une compagnie aérienne pakistanaise à bas coûts, fondée en 2004. Elle exploite trois Airbus A320 basés à Karachi. Airblue est la troisième compagnie la plus connue au Pakistan après Pakistan International Airlines (PIA) et Shaheen Air (en).

## Destinations

### National
- Islamabad
- Karachi
- Lahore
- Nawabshah
- Peshawar
- Quetta

### International
- Dubaï (Émirats arabes unis)
- Grande-Bretagne, Inde…

## Accident
- Le vol 202 Airblue s'écrase au Pakistan, le 28 juillet 2010.